# Zambia i olympiska sommarspelen 2004
Zambia i olympiska sommarspelen 2004 bestod av 6 idrottare som blivit uttagna av Zambias olympiska kommitté.

## Boxning
Lätt weltervikt
- Davis Mwale
  - Sextondelsfinal: Bye
  - Åttondelsfinal : Förlorade mot Yudel Johnson Cedeno från Kuba (outscored; omgång 3, 1:49)

Weltervikt
- Ellis Chibuye
  - Sextondelsfinal: Förlorade mot Bülent Ulusoy från Turkiet (45 - 32)

## Friidrott
Herrarnas 800 meter
- Prince Mumba
  - Omgång 1: 1:48.36 (6:a i heat 9, gick inte vidare, 55:a totalt)

Damernas 100 meter
- Carol Mokola
  - Omgång 1: 12.35 s (7:a i heat 8, gick inte vidare, 51:a totalt)